# Cyrtophora parnasia
Cyrtophora parnasia är en spindelart som beskrevs av Ludwig Carl Christian Koch 1872. Cyrtophora parnasia ingår i släktet Cyrtophora och familjen hjulspindlar. Inga underarter finns listade i Catalogue of Life.